# Anii 590
Secole: Secolul al V-lea - Secolul al VI-lea - Secolul al VII-lea
Decenii: Anii 540 Anii 550 Anii 560 Anii 570 Anii 580 - Anii 590 - Anii 600 Anii 610 Anii 620 Anii 630 Anii 640
Ani: 590 | 591 | 592 | 593 | 594 | 595 | 596 | 597 | 598 | 599